# ビートレーター
『ビートレーター』（英: Beaterator）は、アメリカのニューヨークに本社を設立しているロックスター・ゲームス（テイクツー・インタラクティブ）より2009年に発売された音楽ゲームソフト。ロックスター・リードとアメリカの音楽プロデューサー・ラッパーであるティンバランドによって共同開発された。

## 概要
基本的には『グランド・セフト・オートシリーズ』や『レッド・デッドシリーズ』や『マックスペインシリーズ』など成人向け(ガンシューティング)のクライムアクションゲームシリーズを発売、開発をするのが一般的なロックスター・ゲームスだが、今作は未成年でも遊ぶ事が出来るゲームとなっている。数千種類のオリジナルサウンドやサウンドが収録されている。

## ティンバランドとロックスター・ゲームスとの関係
ティンバランドは、ロックスター・ゲームスとの関係については「ロックスター・ゲームスと自分の開発したゲームが一緒に出来て光栄だ」と答えた。

## ゲームシステム
ビートレーターはプレイしている、プレイヤー自身の作曲をすることができ、ティンバランドが、ビートレーターのために特に収録した1000曲以上のミュージックが提供されている。
いくつかの特殊効果（エコーやコーラス）を使うことで、声を加えることなどが使用可能でもある。
大まかには「Live Play」(ライブプレイ)、「Studio」(スタジオ)、「Song Crafter」(ソングクラフター)と3つのモードがあり、さまざまなサウンドやビジュアルエフェクトが設定出来る、またRockstar Gamesが無料提供しているコミュニケーションサービス「ソーシャルクラブ(Social Club)」にも対応しておりインターネットで世界中に投稿や共有する事も可能。

## 発売延期
当初ビートレーターは2009年の夏までには発売される予定だったが、ゲームの発売は北米とヨーロッパでそれぞれ同じ年の9月29日と10月2日まで延期された。
ロシア版では、ビートレーターが10月28日にリリースされ、iOS版は12月7日にリリースされた。